# Bechowiec-1
La Bechowiec-1, meglio nota con l'abbreviazione BCh o BH, è una pistola mitragliatrice polacca sviluppata durante la seconda guerra mondiale da Henryk Strąpoć per le forze di resistenza conosciute come Bataliony Chłopskie (BCh, ovvero "battaglioni dei contadini"). Ideata nel 1943, l'arma venne prodotta clandestinamente in alcuni stabilimenti dislocati a Ostrowiec Świętokrzyski.

## Storia e sviluppo
Henryk Strąpoć, nato a Czerwona Gora-Podlesie, era figlio di un fabbro e un abile progettista, sebbene totalmente autodidatta. Alla tenera età di 15 anni, nel 1937, costruì infatti la sua prima arma prendendo ispirazione dalla. 25 del padre. Mentre la stava mostrando ai propri compagni a scuola fu colto sul fatto dal preside e rischiò di finire in galera. Per sua fortuna, le autorità si limitarono ad imporgli l'obbligo di firma settimanale per un anno. Nonostante l'inconveniente, e la promessa di non infrangere più la legge, Strąpoć finì per costruire altre quattro pistole (tre semiautomatiche e un revolver) prima dell'inizio della guerra.
Dopo due anni passati a rimettere in funzione quelle armi nascoste dai polacchi dopo la resa in vista di una eventuale ripresa del conflitto, nell'autunno del 1942 cominciò i lavori su una pistola mitragliatrice di sua invenzione.
Le forze partigiane polacche si trovavano in grande necessità di armi automatiche. L'esercito polacco, prima della guerra, aveva solo sperimentato con delle pistole mitragliatrici, senza mai raggiungerne l'adozione e gli alleati non avevano ancora avviato i loro piani di distribuzione di armi alle forze clandestine in Europa. Le forze tedesche armate con pistole mitragliatrici si trovavano ben più a est, oltre la portata dei partigiani polacchi e impegnate nella ormai senza speranza difesa di Stalingrado. Gli unici detentori di armi automatiche erano i membri delle forze di polizia tedesche, che tuttavia erano equipaggiati con armi ormai obsolete come gli MP 18/I. Inoltre, ogni tentativo (riuscito o meno) di disarmare le forze di occupazione finiva per scatenare violente rappresaglie da parte dei tedeschi e solo uno su dieci uomini era armato con pistole mitragliatrici.
Fu a questo punto che Strąpoć decise di mettersi al lavoro su una propria arma da proporre alle forze di resistenza. Mise in piedi un vero e proprio laboratorio nella fucina del fratello Edek ma disponeva solo di pochi strumenti per lavorare: una sega a mano, tornio e fresa manuali, cacciaviti, dati e alcune lime.
Le pistole mitragliatrici erano armi ancora relativamente nuove (almeno per i polacchi) e lavorandovi senza contatti con l'esterno, Strąpoć aveva solo un'idea piuttosto vaga sull'effettivo funzionamento di queste armi. Nonostante tutto, però, l'arma fu pronta per la primavera del 1943 e si dimostrò molto affidabile nei primi test. Jan Swat (noto con il soprannome Orzeł), un disegnatore dell'azienda metallurgica Zakłady Ostrowieckie (ZO) poi rinominata Hermann-Göring-Werke, approntò degli schemi per le varie parti che avrebbero costituito le armi. I suoi compagni d'armi cominciarono a passargli le parti ultimate basate sui disegni. Il compito di Strąpoć era quello di rifinire e assemblare le armi. L'errata nomenclatura BH (e non BCh) stampigliata sul lato era dovuta alla presenza di pochi punzoni nel laboratorio (la C era uno dei mancanti) e non ad un errore dovuto all'ignoranza dei lavoratori.
I lavori di preparazione all'assemblaggio richiesero un anno intero. La produzione delle parti cominciò solo nell'Ottobre del 1943 e le prime consegne ebbero luogo nel novembre dello stesso anno. La prima "serie" si armi fu testata e distribuita ai partigiani nei primi giorni del 1944. Delle 11 armi prodotte prima dell'arrivo dell'Armata Rossa nel luglio 1944 ne rimane solamente una, attualmente conservata nel Museo dell'esercito di Varsavia.
Produrre armi così complesse con strumenti così primitivi era una sfida quasi insormontabile che rendeva la produzione difficile e troppo dispendiosa in termini di tempo. Ad un uomo occorrevano diversi mesi di lavoro per produrre le parti per una singola arma. A questo ritmo la produzione era praticamente impossibile e così la realizzazione delle parti fu delegata ai lavoratori della ZO, che dovevano produrre carrelli, otturatori, telaio, grilletto, cane, caricatori e prelavorare le canne. Queste ultime venivano realizzate a partire dalle canne di vecchi fucili risalenti alla prima guerra mondiale e ormai troppo usurati per avere una qualche utilità. A Strąpoć venivano consegnate con una lunghezza di 480 mm e filettature ad entrambe le estremità. Strąpoć riprofilava le canne per i proiettili da 9 × 19 mm Parabellum dagli originali 7,62 mm (Mosin-Nagant), 8 mm (Steyr-Mannlicher M1895) o 7,92 mm (Mauser Gewehr 98) per poi implementare una nuova rigatura. L'operazione risultava incredibilmente difficile da eseguire a mano e con strumenti primitivi e molte canne dovettero essere scartate e distrutte. Dopo aver ricreato la rigatura, ad entrambe le estremità venivano scavate le camere di scoppio e si procedeva poi a segare esattamente a metà la canna, ottenendo così due canne identiche da 240 mm da montare sull'arma.
Successivamente si procedette ad introdurre una nuova arma, disegnata e prodotta dall'Aprile 1944 da Jan Swat a Broniszowice, basata sullo Sten inglese e molto più semplice ed economica da produrre senza gli appositi laboratori.

## Caratteristiche

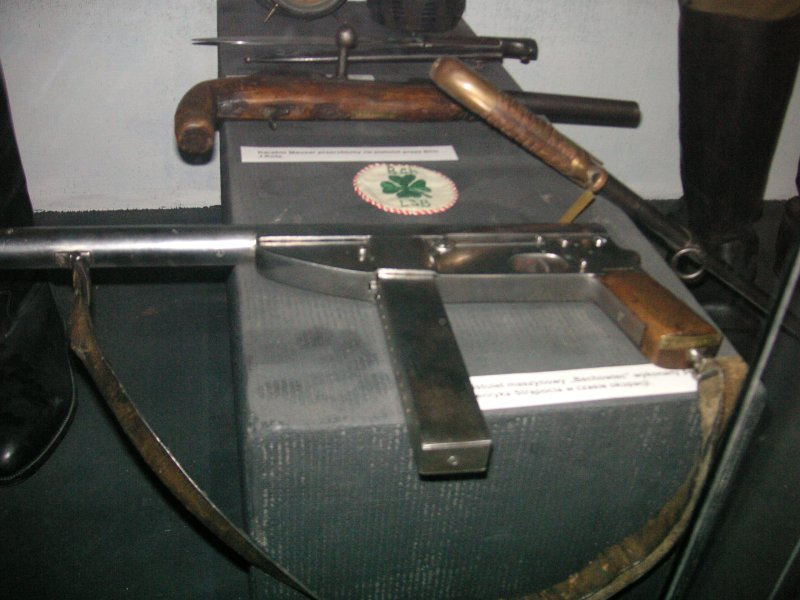
L'unica Bechowiec-1 ancora esistente, esposta nel Museo militare di Varsavia

La mancanza di esperienza da parte di Strąpoć nella progettazione di armi automatiche e la mancanza di macchinari adatti alla produzione risultarono in un'arma con caratteristiche molto particolari, affine ad una pistola semiautomatica. In effetti, l'arma non presentava un calcio e aveva dimensioni molto compatte, ma ancora più interessante è la presenza di un carrello che arretra allo stesso modo di quello presente sulle comuni pistole semiautomatiche. L'uso di munizioni da 9 mm Parabellum fu deciso data la facile reperibilità nel periodo dell'occupazione tedesca. Le ultime tre o quattro armi della produzione erano invece camerate per il sovietico 7,62 × 25 mm.
Tra le caratteristiche di spicco troviamo lo sparo da otturatore chiuso, probabilmente la prima arma ad utilizzare questo sistema (hammer fired). Anche l'americano M50 Reising e il tedesco MP 41 sparavano da otturatore chiuso ma non presentavano un cane per l'azionamento (striker fired).
Sul lato sinistro, le armi presentavano la denominazione S.H. w.44 (Strąpoć Henryk modello 44) sul lato sinistro e B.H. sul lato destro. Le armi venivano verniciate di nero, ma l'esemplare esposto a Varsavia è stato sverniciato e lucidato nel periodo post-bellico.